# 大和物語
『大和物語』（やまとものがたり）は、平安時代に成立した日本の歌物語。作者についてはいろいろな説がある。

## 内容・構成
当時の貴族社会の和歌を中心とした歌物語で、平安時代前期『伊勢物語』の成立後、天暦5年（951年）頃までに執筆されたと推定されている。登場する人物たちの名称は実名、官名、女房名であり、具体的にある固定の人物を指していることが多い。
通常では、内容は173段に区切られる。約300首の和歌が含まれているが、『伊勢物語』とは異なり統一的な主人公はおらず、各段ごとに和歌にまつわる説話や、当時の天皇・貴族・僧ら実在の人物による歌語りが連なったいわばオムニバスの構成となっている。
第140段までの前半は（物語成立の）近年に詠まれた歌を核として、皇族貴族たちがその由来を語る歌語りであり、141段からの後半は、悲恋や離別、再会など人の出会いと歌を通した古い民間伝説が語られており、説話的要素の強い内容となる。二人の男から求婚された乙女が生田川に身を投げる「生田川伝説」（147段）、「姥捨山伝説」（156段）などである。また『伊勢物語』にあらわれる「筒井筒」と同じ話が『大和物語』にも出てくるなど、『伊勢物語』の影響は色濃い。『後撰和歌集』や凡河内躬恒の『躬恒集』、『檜垣嫗集』、『公忠集』などの和歌が『大和物語』に出てくることから、これらの作品も『大和物語』と何らかの関係があろう。
ラ変動詞「あり」「居(お)り」の尊敬語である「いまそかり」が数多く使われている。

## 作者
作者について、古くは在原滋春や花山院が擬せられたが、現在に至るまで未詳である。内容が宇多天皇や周辺の人物の話題になることが多く、その成立には宇多天皇の身辺に侍っていた女房が関わっているといわれる。以下作者ではないかとされる人物を列挙する。
- 説 (1)：在原滋春（『伊勢物語』では在原業平が関係している点で。上覚『和歌色葉集』、一条兼良『伊勢物語愚見抄』）
- 説 (2)：在原滋春作・花山院加筆（北村季吟『大和物語抄』）
- 説 (3)：花山院（釈由阿『詞林采葉抄』、一条兼良『歌林良材集』、宮内省書陵部蔵一本甘露寺親長本、御巫本注記、林恕『本朝通鑑』続編）
- 説 (4)：伊勢（宇多天皇との関係から。伝源経信『伊勢物語知顕抄』、高橋正治『大和物語』(塙選書)）
- 説 (5)：敦慶親王侍女大和（林恕『本朝通鑑』続編、木崎雅興『大和物語虚静抄』）
- 説 (6)：源順（阿部俊子『校注大和物語』）
- 説 (7)：伊予（宮内省書陵部蔵石沢久吉献納本の奥書）
- 説 (8)：清原元輔（妹尾好信『平安朝歌物語の研究：大和物語篇』）

## 書名の由来
『大和物語』は『伊勢物語』の影響のもとに成立した作品とされており、「大和」の名は「伊勢」に対する命名であるといわれている。しかし大和という名の女房が記した物語だから「大和物語」だとする説もあり、「大和」という題号がいかなる意味で付けられたのか定かではない。書名の由来については以下の諸説がある。
- 説 (1)：大和しまね（日本国）- 『伊勢物語知顕抄』、北村季吟『大和物語別勘』、井上文雄『冠注大和物語』、井上覚蔵・栗島山之助『大和物語詳解』、藤岡作太郎『国文学全史：平安朝篇』、池田亀鑑「国語と国文学」（第十巻第十号）
- 説 (2)：大和ことば（和語）- 藤原清輔『袋草紙』
- 説 (3)：大和歌（和歌）による古事 - 北村季吟『大和物語抄』
- 説 (4)：大和心 - 南波浩校注「大和物語」（朝日日本古典全書）
- 説 (5)：伊勢物語との対称 - 北村季吟『大和物語抄』、武田祐吉・水野駒雄『大和物語詳解』、西下経一『日本文学史：第四巻』、阿部俊子『校注大和物語』
- 説 (6)：敦慶親王侍女の名 - 林恕『本朝通鑑』続編、木崎雅興『大和物語虚静抄』、五十嵐力『平安朝文学史』
- 説 (7)：大和国 - 荷田春満『群書一覧：巻三』、賀茂真淵『伊勢物語古意』
- 説 (8)：都 - 賀茂真淵『大和物語直解』
- 説 (9)：大和の国ぶり - 折口信夫『日本文学史ノートⅡ』

## 前半と後半の分け方
- 141段説
  - 高橋正治（『日本古典文学全集：大和物語』）
  - 柿本奨（『大和物語の注釈と研究』）
  - 今井源衛（『大和物語評釈』）
  - 高橋亨（『研究資料日本古典文学1：物語文学』）
  - 松尾拾（「大和物語文体試論」日本大学『語文』第24輯）
  - 柳田忠則（『大和物語の研究』）
- 143段説
  - 藤岡作太郎（『国文学全史:平安朝編』）
- 147段説
  - 雨海博洋（『歌語りと歌物語』）
  - 南波浩（『日本古典全書：大和物語』）
  - 阿部俊子・今井源衛（『日本古典文学大系：大和物語』）
  - 森本茂（『大和物語全釈』）
  - 片桐洋一（『鑑賞日本古典文学：大和物語』）
  - 妹尾好信（『広島大学文学部紀要』第44巻）

## 附載説話
- 附載説話第一類 - 『大和物語抄』、『大和物語秋成本』等に付記されている3章段の歌物語群を言う。『平中物語』の1段の前半、37段および34段、36段と、それぞれ一致している。
- 附載説話第二類 - 御巫本と鈴鹿本にあり、172段と173段の間に入っている9章段で、これらの9章段は『平中物語』の19段から27段までの段序と一致している。ただし、主人公は右京の大夫源宗于になっている。

## 主な登場人物
- 亭子院（宇多天皇）
- としこ（藤原千兼の妻）
- 監の命婦
- 桂の皇女（孚子内親王）
- 源宗于
- 式部卿の宮（敦慶親王、作中では既に故人）
- 堤の中納言（藤原兼輔）
- 右近 (歌人)
- 凡河内躬恒
- 平中（平貞文）
- 源大納言（源清蔭、作中では故人）
- 野大弐（小野好古）
- 近江の守公忠（源公忠）
- 兵部卿の宮（元良親王、作中では故人）

## 伝本
『大和物語』の伝本は、藤原定家・藤原為家・藤原為氏らによって書写・校合されてきた二条家本系統と、藤原清輔・顕昭らがその著述の中に引用した六条家本系統に大別される。現行で一般に読まれている本文は二条家本系統のものである。
- 第一類：二条家本系統
  - （一）為家本 - 尊経閣（前田家）蔵。京都大学国文学研究室本、京都大学図書館蔵本、武田祐吉本、木活字本、宮内庁書陵部蔵美濃判白茶色表紙袋綴本など。
  - （二）為氏本 - 小汀利得旧蔵酒井宇吉所蔵伝為氏筆本（池田亀鑑『古文学秘籍叢刊』）、筑波大学（旧・東京教育大学）蔵大永本（三条西家旧蔵逍遥叟本）など。
  - （三）定家本系
    - （1）寛喜本系 - 文明十年藤原親長筆本の転写本、陽明文庫蔵本、松平文庫本、徳川家・蓬左文庫蔵本、飛鳥井雅俊本、三条西家旧蔵学習院大学本など。
    - （2）天福本系 - 厳島神社宮司野坂元定蔵本、大宰府神社蔵本[注 1]、無窮会文庫本[注 2]など。
    - （3）狩谷棭斎旧蔵本系 - 静嘉堂文庫蔵狩谷棭斎旧蔵本、京都大学国語国文学研究室所蔵近衛稙家筆本、大東急記念文庫本など。
    - （4）群書類従本系 - 群書類従本、古活字本、慶安元年版本、四天王寺宝蔵本（伝花山院自筆）など。
    - （5）北村季吟『大和物語抄』本系 - 北村季吟著『大和物語抄』（拾穂抄）、切臨著『大和物語首書』、賀茂真淵著『大和物語直解』、木崎雅興著『大和物語虚静抄』、井上文雄著『冠注大和物語』などの近世の注釈書の本文。
    - （6）京都大学国文学研究室本系 - 宮内庁書陵部蔵桂宮本、中川家旧蔵京都大学附属図書館所蔵本（中川家旧蔵京都大学本）、中院通勝筆細川家永青文庫本。本文は六条家本の影響を受けている。
- 第二類：六条家本系統
  - （一）御巫本 - 御巫清三旧蔵姉小路基綱写 天理大学附属天理図書館所蔵[1]。
  - （二）鈴鹿本 - 鈴鹿三七旧蔵愛媛大学図書館所蔵[2]。
  - （三）勝命本 - 吉良義則旧蔵久曾神昇所蔵勝命本（しょうみょうぼん）[注 3]と、田村専一郎・支子（くちなし）文庫旧蔵九州大学附属図書館支子文庫所蔵本。
  - 「このものがたり本の差異おほし。六条家の本、二条家の本共ほか、あまたかはりはべり」（北村季吟『大和物語抄』、1653年刊）
  - 「六条家本といふもの、あるよしなれど、いまだ見出侍らず」（木崎雅興『大和物語虚静抄』、1776年刊）

### 高橋正治による分類
- 第一類系統
  - A系統（伝為氏本系統）- 三条西家旧蔵小汀利得旧蔵酒井宇吉所蔵 伝藤原為氏筆本（古文学秘籍複製会版影本）、東京教育大学（現・筑波大学）附属図書館蔵大永本[注 4]、高橋正治・玄陽文庫本[3]の3本。
  - B系統（群書類従本系統）- 群書類従本、古注本、東京大学附属図書館所蔵南葵文庫旧蔵本、古活字本など。
  - C系統（伝為家本系統）- 尊経閣（前田家）蔵 伝藤原為家筆本（前田家本）の1本のみ。
  - D系統（寛喜本系統）- 文明十年藤原親長書写本[注 5]、陽明文庫蔵本[4]、蓬左文庫所蔵左衛門尉冷泉為衆筆本[注 6]、多和文庫所蔵飛鳥井雅俊本、三条西家旧蔵学習院大学本など。巻末に「花山院の作り物かたりなりとある本にあり」とあり、次に宇多法皇の経歴を記す。
  - E系統（天福本系統）- 厳島神社宮司野坂元定所蔵天福本[注 7]、大宰府神社所蔵本、無窮会文庫本（第139段まで）の3本。
  - F系統（狩谷本系統）- 静嘉堂文庫所蔵狩谷棭斎旧蔵本[注 8]、京都大学文学部国語国文学研究室所蔵近衛稙家筆本、大東急記念文庫蔵本、高橋正治氏架蔵本など。
  - G系統（首書本系統）- 北村季吟著『大和物語抄』（拾穂抄）、切臨著『大和物語首書』（首書本）、木崎雅興著『大和物語虚静抄』（虚静抄）の3本。純粋度は極めて低下。
  - H系統（桂宮本系統）- 宮内庁書陵部所蔵桂宮本、京都大学附属図書館所蔵中川家旧蔵本[注 9]、中院通勝筆細川家永青文庫本[注 10]、島原松平文庫蔵本など。第173段の次に、寛喜本と同じく「花山院の御つくり物かたりとある本にあり」としるし、次いで、「これは又こと本に書きたり」とあり、附載説話第一類があり、最末に寛喜本と同じく宇多法皇の経歴を載せる。

- 第二類（P系統）- 姉小路基綱写天理大学附属天理図書館所蔵御巫清勇旧蔵本（御巫本〈みかなぎぼん〉）、愛媛大学附属図書館所蔵鈴鹿三七旧蔵本（鈴鹿本）の2本。第172段の後に附載説話第二類9章段が入り、第173段へ続く。第173段のあと、「此物語は花山院御作なりと本にあり」とあり、次に第169段が移されている。これらは本文の特徴から、藤原清輔や顕昭などの六条家の人々のあいだで使われていた系統の伝本ではなかったかといわれる。御巫本と鈴鹿本は系統は極めて近いが、本文にはかなり多くの異同がある。

- 第三類（Q系統）- 吉良義則氏旧蔵久曾神昇所蔵勝命本（しょうみょうぼん）[5]と、その祖父本たる田村専一郎旧蔵 九州大学附属中央図書館所蔵支子文庫本（支子文庫本[注 11]、田村本、または光阿弥陀仏本）[6]の2本。第142段と第143段との間に他本にはない一段[注 12]を有し、第173段を欠く。勝命本には「美濃権守入道勝命之以進上之本、〈中略〉、正治二年八月十九日　光阿弥陀仏 素光法師是也」とあり、その後に延応二年三月廿九日の奥書と天文七年六月五日、守梁の書写の旨の奥書がある。

## 研究・受容

### 大和物語（尾形月耕画）
以下は尾形月耕による『大和物語』の木版画である。同じ歌物語の『伊勢物語』の絵画化は古くからあるが、『大和物語』については絵画化の例はほぼ皆無であり、月耕の作は珍しい例といえる。内容と章段番号は『日本古典文学大系』9に拠った。

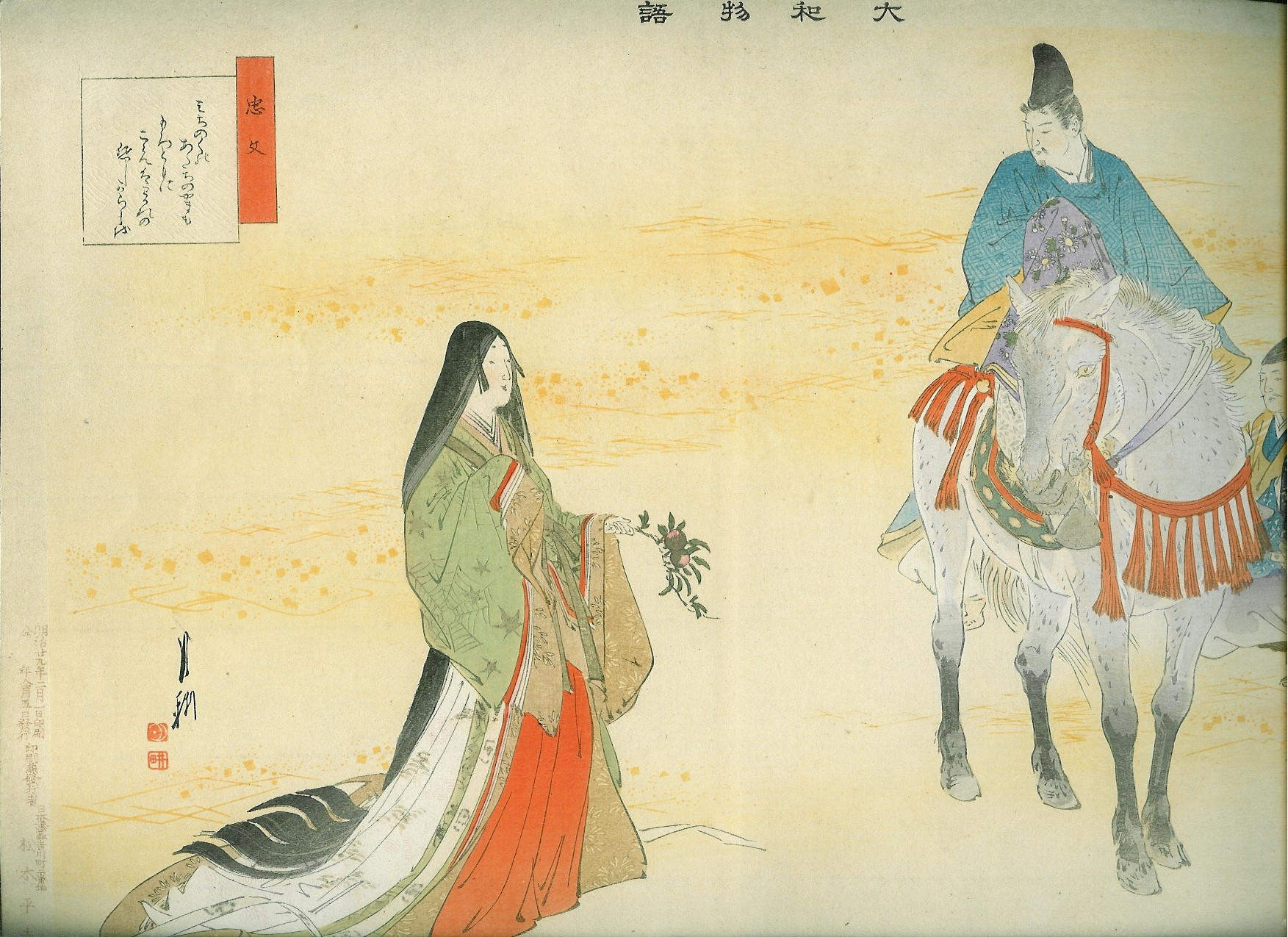
藤原忠文の息子藤原滋望が父とともに東国へ下ることになったとき、滋望と交際していた監の命婦がやまももを贈ると、滋望は命婦に「みちのくの　あだちのやまも　もろともに　こえばわかれの　かなしからじを」と詠んだ（70段）。
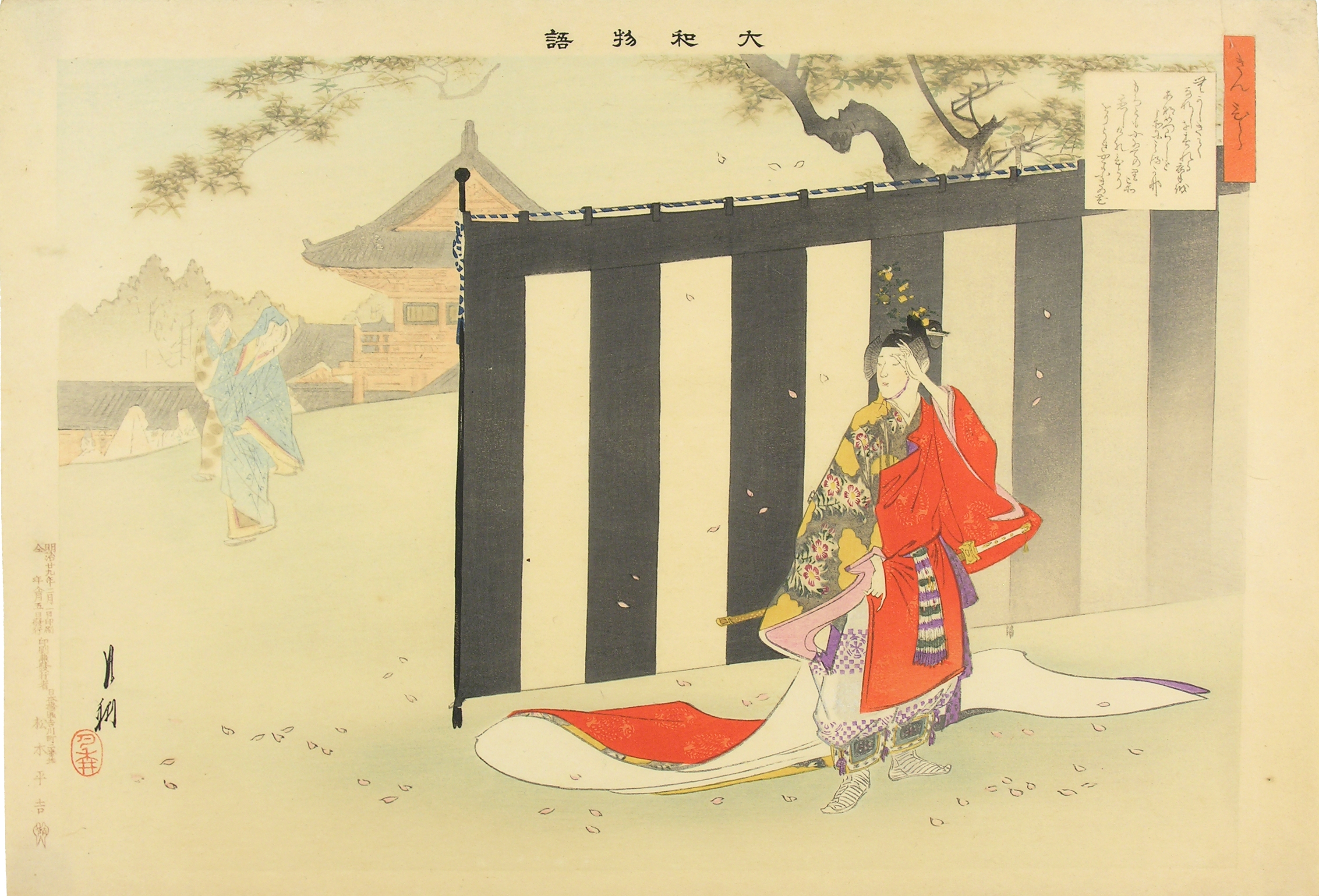
藤原庶正（藤原兼輔の子）が賀茂神社の臨時祭の舞人に選ばれて勤めた。このとき或る女から「むかしきて　なれしをすれる　ころもでを　あなめづらしと　よそにみるかな」と詠みかけられる（113段）。
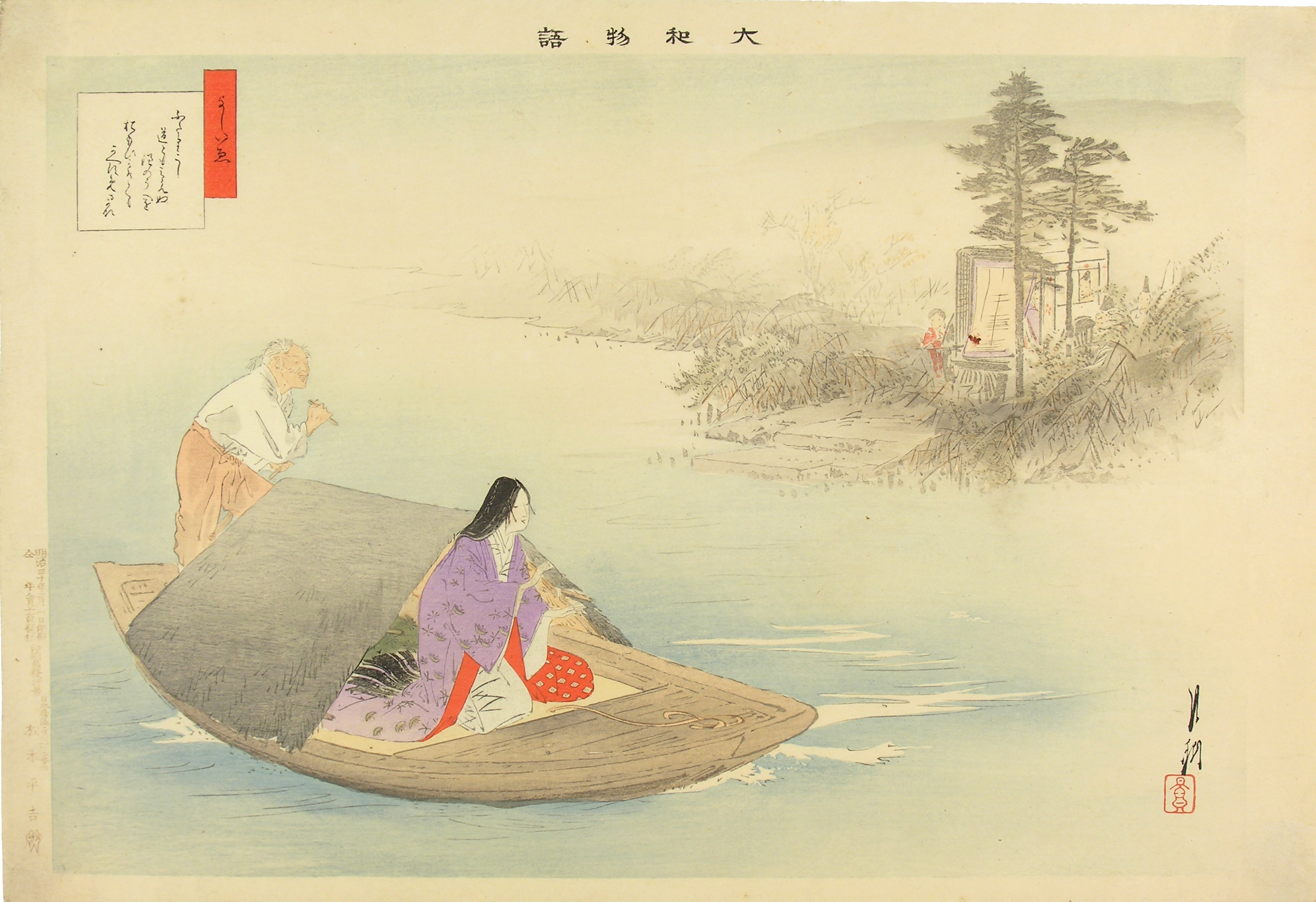
大和掾という男は妻のほかに筑紫出身の女を妾にしていたが、男は心変りして妾とは別れることになり、妾は故郷の筑紫へ帰ることになった。男と本妻は山崎の渡しまで出て筑紫の女を見送ると、女は男と本妻に「ふたりこし　みちともみえぬ　なみのうへを　おもひかけても　かへすめるかな」という歌を残し舟で去ってゆく（141段）。
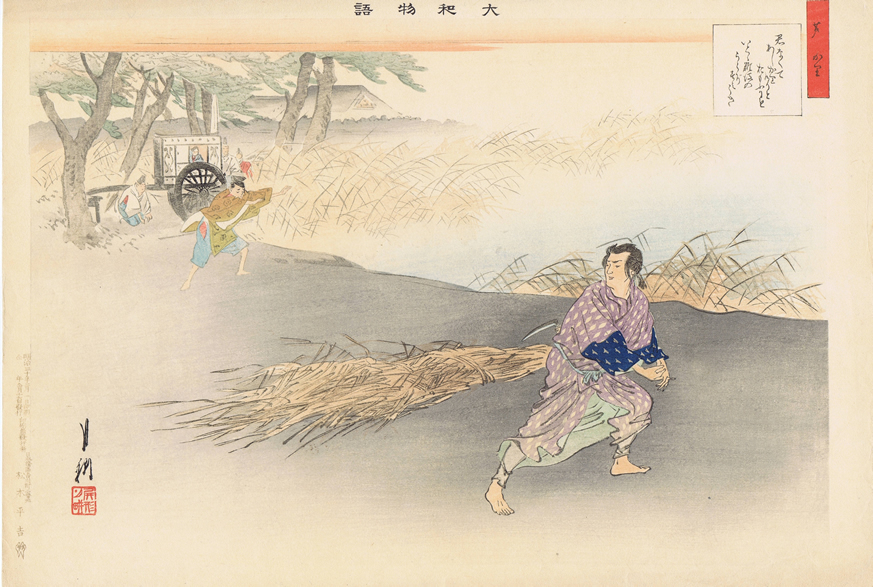
攝津国難波に住む夫婦は貧しさから、妻が夫を残し都に出て宮仕えをした。妻は都で別の男の妻となるも、なお故郷に残した夫のことが忘れられず摂津に戻る。だが住んでいた家は跡形もなく夫の行方もわからない。そこへ芦を背負ったみすぼらしい男が通りかかるが、その男は「きみなくて　あしかりけりと　おもふにも　いとどなにはの　うらぞうみうき」という歌を女に差し出す。これこそ別れたもとの夫であった（148段）。
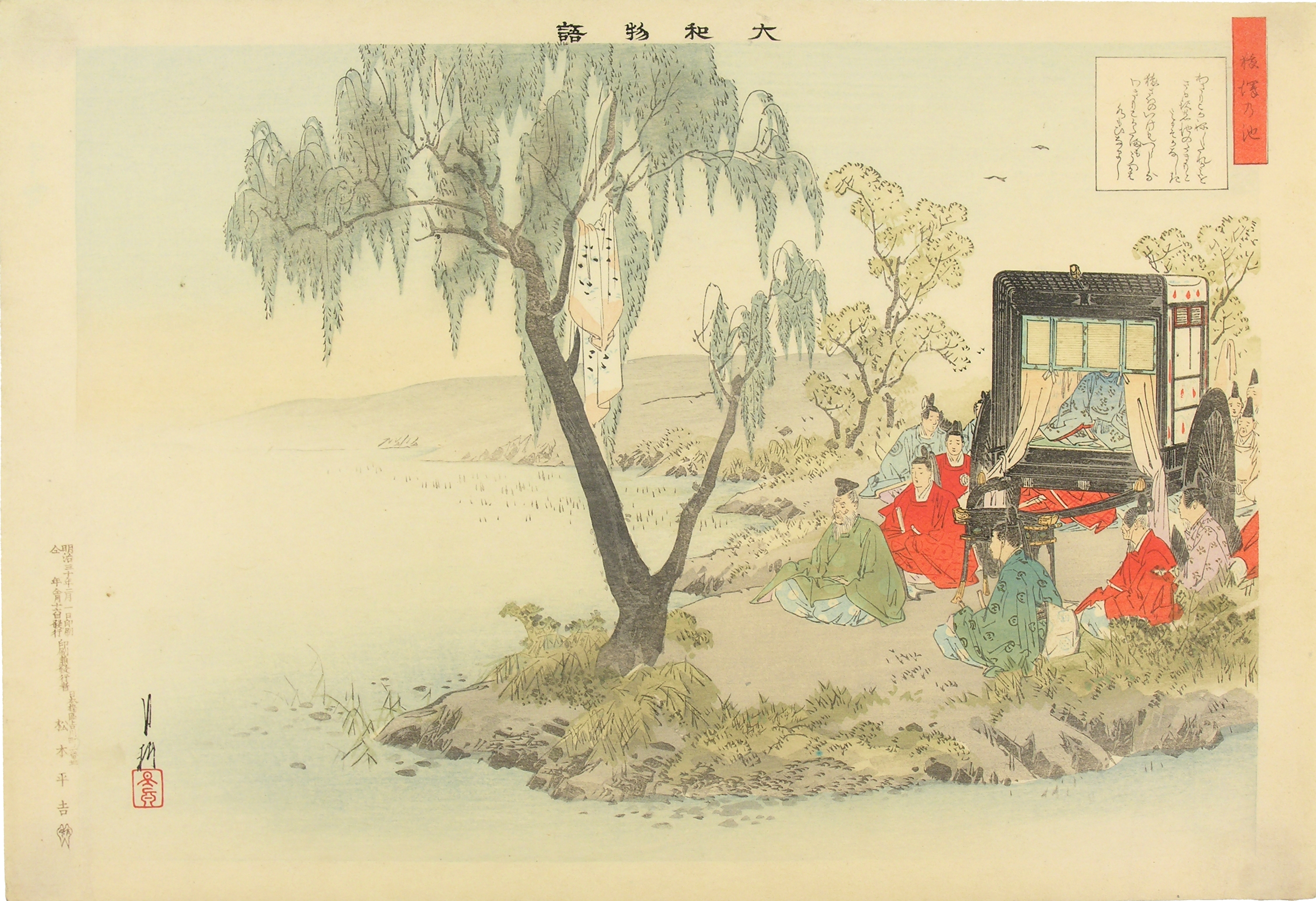
「ならのみかど」に仕える采女は帝のことを思うあまり猿沢の池に身を投げてしまった。それを聞いた帝が采女の死を痛み猿沢の池を訪れたとき、供をしていた柿本人麿が「わぎもこが　ねたくれがみを　さるさはの　いけのみなもに　なすぞかなしき」と帝の心に擬えて歌を詠んだ（150段）。
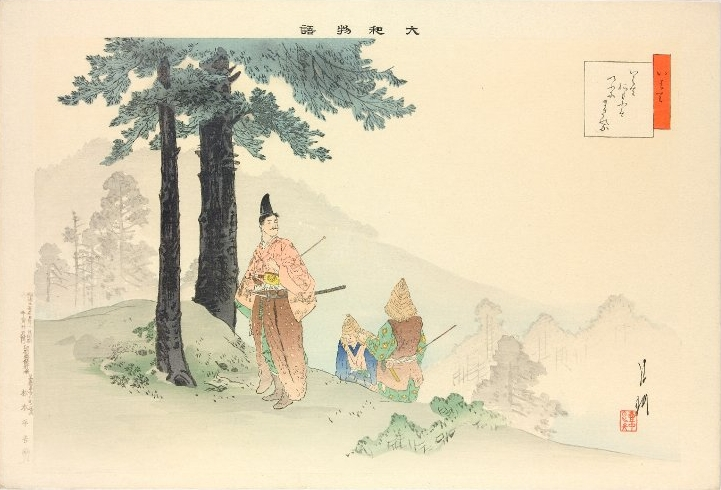
朝廷に陸奥国の磐手（いわで）の郡より鷹が献上され、帝はこの鷹を大変気に入り可愛がっていた。あるとき近臣の大納言にその鷹を預けたところ、鷹は逃げて行方知れずとなった。八方手を尽くして探したがどうしても見つからない。致し方なく大納言はこのことを奏上すると、帝はただひとこと、「いはでおもふぞいふにまされる」というのみであった（152段）。
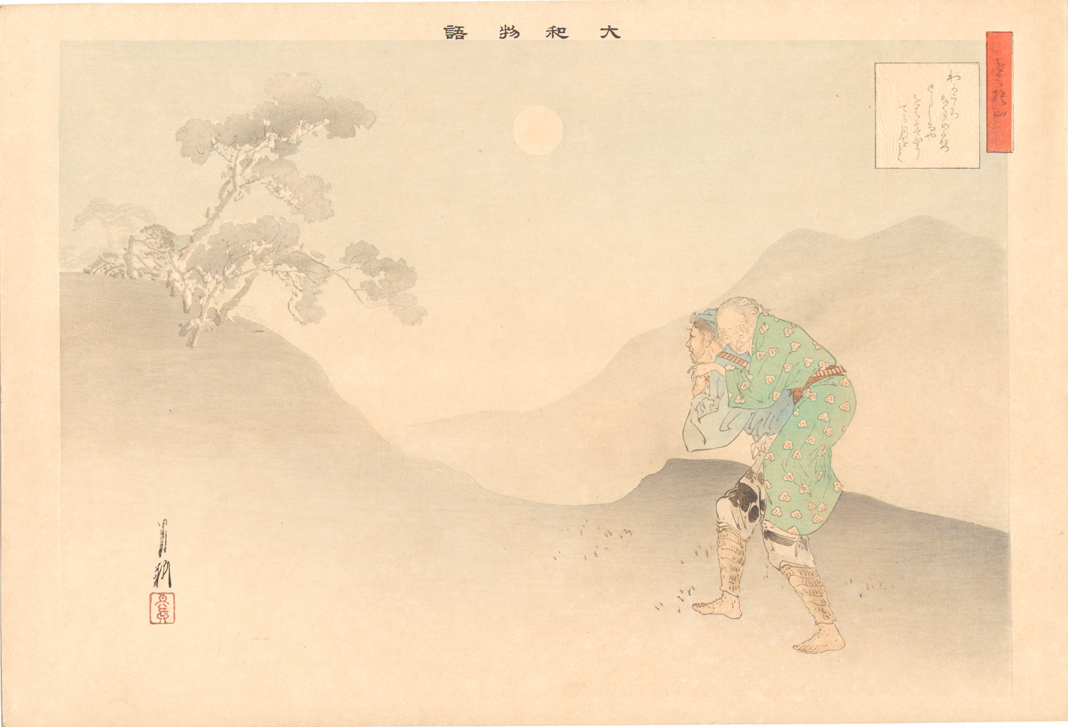
信濃国更科に住む男は年老いたおばとともに暮らしていたが、男の妻はこのおばのことを憎み、深い山におばを捨ててこいと男に迫った。ついに男はおばをだまして月夜に連れ出し、山に置き去りにする。だが家に帰った男は、「わがこころ　なぐさめかねつ　さらしなの　をばすてやまに　てるつきをみて」と自分のしたことを悔い、おばを迎えに行ったという（156段）。
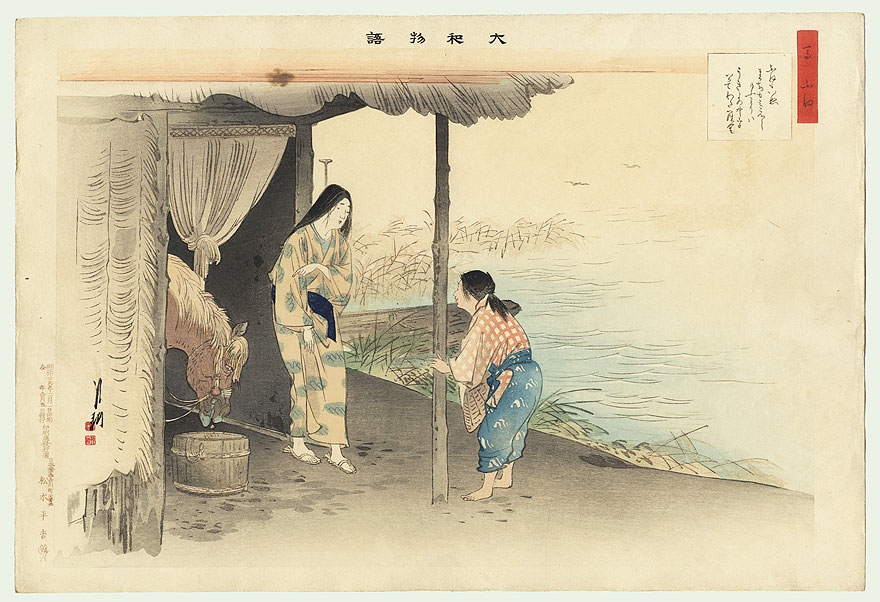
下野国に住む男がそれまで暮らしていた妻を捨て、新しい女のもとで暮らすことになった。元の妻の家にある家財道具は新しい女の所へ持っていかれ、残ったのは馬ぶね（飼葉桶）ひとつだけ。それも取りにやらすため、男の従者で「まかぢ」という少年が使いに出された。妻はまかぢに、「ふねもいぬ　まかぢもみえじ　けふよりは　うきよのなかを　いかでわたらむ」と男に言づてしてくれと頼む。これを聞いた男は家財道具とともに元の妻のところへ帰った（157段）。